# 肉柱

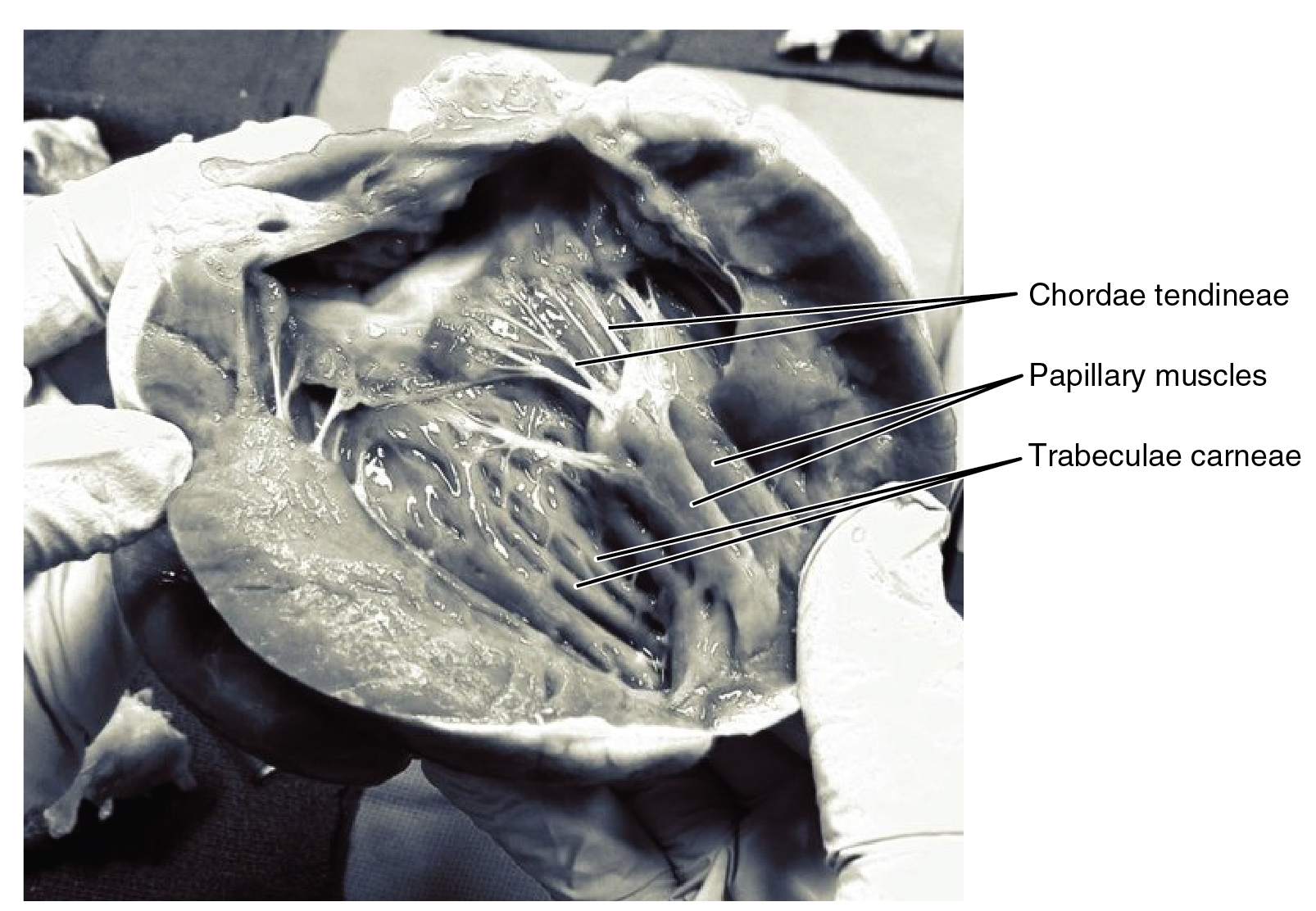
肉柱（trabeculae carneae）

肉柱（にくちゅう。trabeculae carneae、またはcolumnae carneae, meaty ridges）とは、心臓の心室内壁面にある網状に隆起した筋線維束の事である。心房側にある櫛状筋とは異なる。

## 種類
2種類ある。
- 心室内面全体に不規則な網状に隆起している肉柱。右室流出路自由壁外側では一定方向に並んでおり、septoparietal trabecula と呼ばれる。
- 房室弁を腱索（英語版）という紐で引っ張る円錐状の乳頭筋。心臓が過度に膨張するのを防ぐ調節帯（英語版）など

## 機能
1. 過度の摩擦を防ぐことで心臓の円滑な収縮を促進する。
2. 血液の逆流を防止する。